# Distrikt Carania

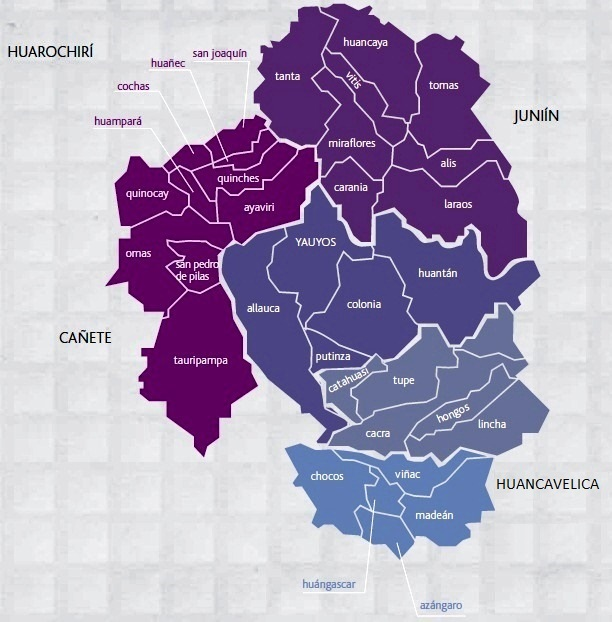
Karte der Provinz Yauyos

Der Distrikt Carania liegt in der Provinz Yauyos in der Region Lima im zentralen Westen von Peru. Der Distrikt wurde am 3. Dezember 1901 gegründet. Er besitzt eine Fläche von 122 km². Beim Zensus 2017 wurden 183 Einwohner gezählt. Im Jahr 1993 lag die Einwohnerzahl bei 285, im Jahr 2007 bei 330. Sitz der Distriktverwaltung ist die 3827 m hoch gelegene Ortschaft Carania mit 143 Einwohnern (Stand 2017). Carania befindet sich knapp 14 km nordnordöstlich der Provinzhauptstadt Yauyos. Der Norden und Nordosten des Distrikts befinden sich innerhalb des Schutzgebietes Reserva Paisajística Nor Yauyos Cochas.

## Geographische Lage
Der Distrikt Carania befindet sich in der peruanischen Westkordillere nordzentral in der Provinz Yauyos. Im Osten wird der Distrikt von dem nach Süden strömenden Río Cañete begrenzt. Im Nordwesten erheben sich die Gipfel Nevado Llongote (5781 m) und Nevado Quepala Punta (5357 m).
Der Distrikt Carania grenzt im Südwesten an den Distrikt Yauyos, im äußersten Nordwesten an den Distrikt Ayaviri, im Norden an den Distrikt Miraflores sowie im Osten an die Distrikte Laraos und Huantán.